# Mircea Grabovschi
Mircea Grabovschi, romunski rokometaš, * 22. december 1952, Sighişoara, † 23. julij 2024.
Leta 1976 je na poletnih olimpijskih igrah v Montrealu v sestavi romunske rokometne reprezentance osvojil srebrno olimpijsko medaljo.